# سبزجامه سبیل‌زرد
سبزجامه سبیل‌زرد، فرخنده بیشه سبیل‌زرد یا فرخنده بیشه نوک‌کوتاه (نام علمی: Chlorospingus parvirostris) گونه ای از پرندگان است که به‌طور سنتی در تیرهٔ فرخندگان (Thraupidae) جای می‌گیرد، اما اکنون نزدیک به Arremonops در تیرهٔ گنجشکان جهان جدید (Passerellidae) دیده می‌شود. این گونه در بولیوی، کلمبیا، اکوادور و پرو یافت می‌شود.
زیستگاه طبیعی آن جنگل‌های کوهستانی نمناک نیمه‌گرمسیری یا گرمسیری است.